# Pyrrhopyge ganus
Pyrrhopyge ganus är en fjärilsart som beskrevs av Thomas Bell (zoolog) 1947. Pyrrhopyge ganus ingår i släktet Pyrrhopyge och familjen tjockhuvuden. Inga underarter finns listade i Catalogue of Life.